# George Langelaan
George Langelaan (19 tháng 1 năm 1908 – 9 tháng 2 năm 1972) là một nhà văn và nhà sưu tầm thông tin người Anh sinh ra ở Paris, Pháp. Ông được biết đến nhiều nhất qua tác phẩm Người ruồi (The Fly).

## Sự nghiệp
Trong Thế chiến II, George là một điệp viên và đặc vụ cho phe Đồng minh như là một thành phần của SOE (Tổ chức Hoạt động Đặc biệt). Ông hoạt động trong phân khu F cấp Đại úy hải quân với mật danh Langdon. Theo hồi ký của ông, Mặt nạ chiến tranh (1959), ông đã trải qua ca phẫu thuật thẩm mỹ trước khi được đưa sang Pháp. Ông nhảy dù xuống vùng Pháp bị chiếm đóng vào ngày 7/9/1941 để liên lạc với các lực lượng kháng chiến Pháp phía nam của Chaateauroux, sắp xếp để gặp Édouard Herriot. Ông đã bị bắt vào ngày 06 tháng 10 và bị giam cầm trong trại Mauzac. Ông bị Đức quốc xã kết án tử hình, nhưng trốn thoát (ngày 16 tháng 7 năm 1942) và trở về Anh để tham gia cuộc đổ bộ Normandy. Ông đã nhận được huân chương Croix de Guerre của Pháp.
Langelaan là một người bạn của nhà huyền bí Aleister Crowley, tuyên bố ông là một gián điệp và "bằng việc chiến thắng sự tin tưởng của người Đức ở Mỹ, ông đã có khả năng tiếp xúc với các thành viên hội nhóm ngầm của họ".
Trong những năm 1950 và năm 1960, ông đã viết nhiều hồi ký, tiểu thuyết và truyện ngắn mà sau này đã được dựng thành phim và được chiếu trên truyền hình.
Ông mất năm 1972 ở tuổi 64.

## Các tác phẩm

### Truyện ngắn
- Người tên Langdon:Kí ức của một đặc vụ
- Người ruồi
- Phép màu kỳ lạ
- Mặt nạ chiến tranh:Từ Dunkirk đến ngày giao tranh-Những trò lừa của một đặc vụ Anh thông minh.
- Những chàng kị sĩ của Dải Lụa Nổi
- "Danse Macabre"
- "Elaine"
- Tôi đã cứu một cô vợ Hậu Cung
- Máu lạnh
- Theo phương diện khác
- Cá heo cũng biết nói
- Tàu cao tốc Thây Ma
- Hết giờ
- Món salad đầu người
- Người máy biết nghĩ / Kẻ tầm não
- Kẻ phản đảng
- Những vị khách mới
- Mười ba bóng ma

### Chuyển thể thành phim
- Người ruồi
- Sự trở lại của người ruồi
- Lời nguyền của người ruồi
- Hyperion
- Người ruồi tái bản
- Người ruồi II